# Los exitosos Pells (telenovela argentina)
Los exitosos Pells (estilizado como Los Exitosos Pell$) fue una telenovela argentina producida por Grupo Telefe y emitida por Telefe, coproducida por Underground Contenidos y Endemol Argentina. Protagonizada por Carla Peterson y Mike Amigorena. Coprotagonizada por Lucrecia Blanco, Fabián Arenillas, Santiago Ríos, Walter Quiroz y Gastón Ricaud. Antagonizada por los primeros actores Hugo Arana, Mirta Busnelli y Andrea Bonelli. También, contó con las actuaciones especiales de Claudia Fontán, Diego Ramos y Mex Urtizberea. La participación de Federico Amador. Y la presentación de Diego Reinhold. Comenzó a emitirse el 5 de noviembre de 2008, reemplazando a Vidas robadas en el horario de las 22:30, de martes a viernes. Atravesó varios cambios de horarios a las 22:00, las 21:45 y nuevamente las 22:30, hasta finalizar su transmisión el 11 de mayo de 2009.
Cuenta la historia de un matrimonio de periodistas compuesto por Sol Casenave (Carla Peterson) y Martín Pells (Mike Amigorena), quienes conducen el noticiero central del canal "Mega News", el más exitoso del país gracias a la fama de la pareja. Sol y Martín son en realidad un matrimonio por conveniencia. Martín Pells queda en coma luego de pelear con Franco Andrada (Hugo Arana), el dueño de Mega News; él y sus dos colaboradores más cercanos deciden remplazarlo por Gonzalo Echagüe, un actor y profesor de teatro de apariencia física muy semejante a la de Martín, que comenzará a suplantar al afamado periodista tanto en su vida pública como privada, intentando conseguir que nadie se dé cuenta de quién es realmente.

## Creación
El formato se planteó originalmente como «El exitoso señor Pells» y a principios del 2008, mientras se definían los actores que iban a conformar el reparto de la comedia, se eligió a Mike Amigorena, un actor de bajo perfil, como protagonista de la historia. También se convocó luego a Fernán Mirás y Diego Ramos. La otra protagonista seleccionada fue Érica Rivas, una actriz también de bajo perfil. Para el papel de villana se había convocado a Florencia De La V que, según muchos, gracias al bajo perfil de los dos protagonistas, se convertiría en la estrella de la comedia. Sin embargo, cuando el programa piloto fue vendido a Telefe, De La V tuvo que desvincularse del proyecto por estar, en ese tiempo, trabajando en Showmatch, emitido por el canal rival. Finalmente, se decidió contratar a la actriz Andrea Bonelli para que realizara el papel.

### El piloto y las despedidas

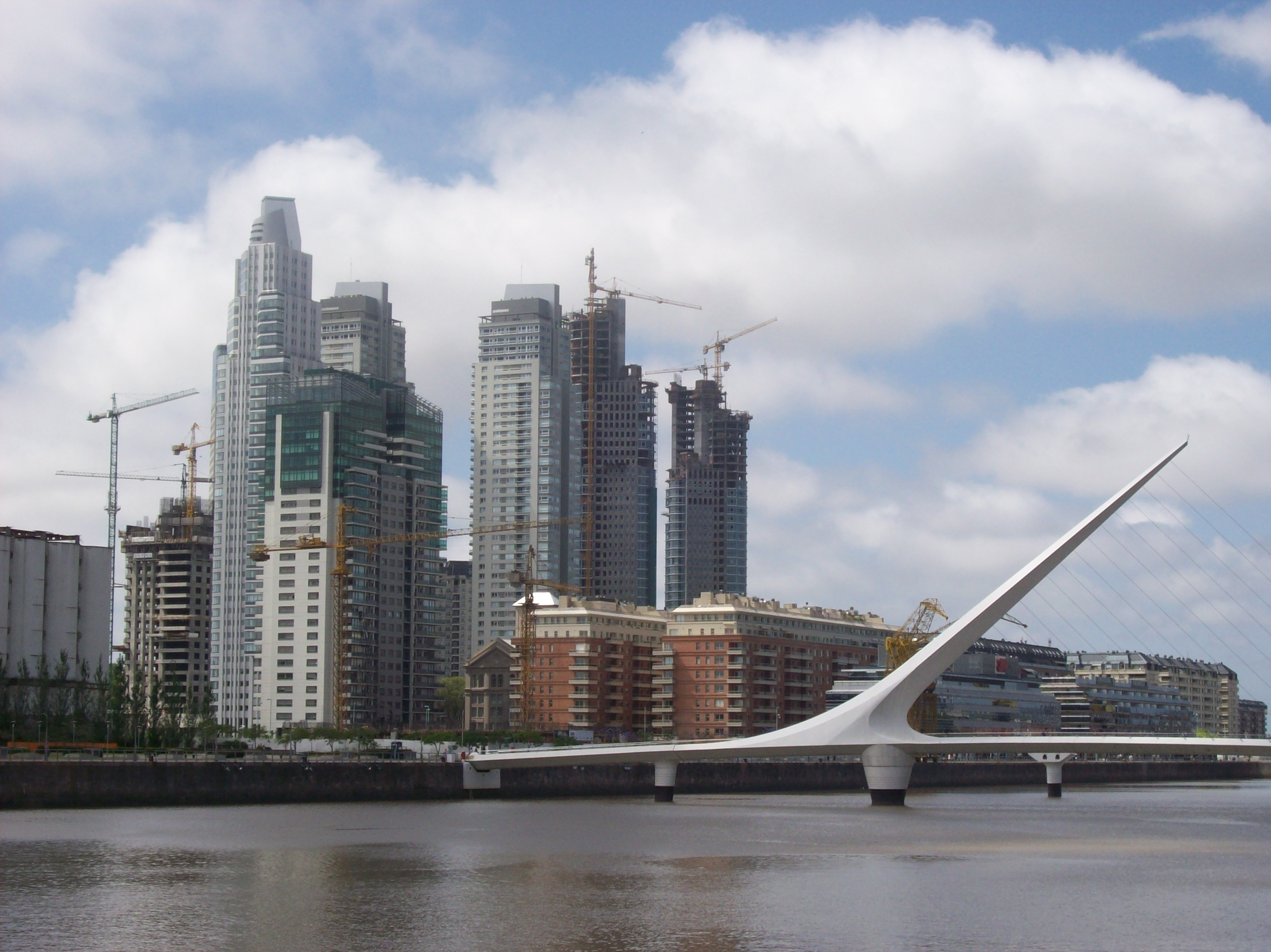
Puerto Madero, barrio en donde se desarrolla la trama de la historia

Al atrasarse el proyecto para fines de año, Érica Rivas decidió dejar la telenovela. La actriz ya tenía un compromiso asumido para filmar una película. De todos modos, aceptó grabar el piloto de la comedia, que sería presentado en varios canales, con Telefé como prioridad.
A finales de junio, luego de considerarse posibles reemplazos como Julieta Díaz o Natalia Oreiro, comienzan los rumores de la convocación a Carla Peterson. Pocos días después, Florencia De La V confirma su alejamiento del proyecto y firma un nuevo contrato con Ideas del Sur para ser parte del jurado de Patinando por un Sueño en Showmatch, Canal Trece.
Con la incorporación de Carla Peterson al elenco, el nombre «El exitoso señor Pells» es modificado por «Los exitosos Pells».
El nombre "Martín Pells" fue elegido por Sebastián Ortega como un chiste interno de la producción, correspondiendo el mismo al camarógrafo Martín Pels (con una sola "L"), quien aprobó el uso de su nombre. Tiempo después Ortega se arrepintió de relacionar a dicho camarógrafo con un personaje retratado como mezquino y egoísta, y analizando que el nombre de Martín debería haber sido utilizado en lugar del de "Gonzalo Echagüe", el nombre auténtico del personaje que simula ser Martín Pells.
La idea básica de la trama, un matrimonio que dirige un noticiero exitoso, se basa libremente en Telenoche de Canal 13, conducido hasta el año 2003 por el matrimonio de César Mascetti y Mónica Cahen D'Anvers, así como en otras parejas televisivas.

## Sinopsis
Martín Pells (Mike Amigorena), un hombre soberbio y manipulador, es el presentador de noticias más famoso del país. Ha trabajado varios años en el canal Mega News, siendo su labor en ese lugar la que le permitió alcanzar el reconocimiento público del que goza. Marcela Núñez (Mirta Busnelli), dueña del canal M Noticias, la competencia de Mega News, sabe que pronto finalizará su contrato con el canal, le hace en secreto una oferta laboral que tras algunas negociaciones Pells está decidido a aceptar. 
Martín le comunica su resolución de abandonar su trabajo al dueño de Mega News, Franco Andrada (Hugo Arana), quien desesperado ante tal confesión entabla una acalorada disputa con el periodista. En un momento de enojo, Franco empuja a Martín, que cae de espaldas y tras golpearse la cabeza, queda inconsciente. Asustado y preocupado, creyendo que mató al hombre más famoso del país, deja a cargo de la situación a su mano derecha, Amanda Wedell (Andrea Bonelli) y se retira del canal.
Casualmente, durante el trayecto hacia su hogar, Franco atropella con su vehículo a Gonzalo Echagüe (Mike Amigorena), un actor y profesor de teatro muy parecido físicamente a Martín a quien le propone suplantarlo a cambio de una importante suma de dinero. Gonzalo acepta, apremiado por una deuda hipotecaria, y tras firmar un contrato que ni él ni su mánager habían leído, comienza a reemplazar a Pells.
Gonzalo, ya con su nueva vida como Martín, descubre que los Pells son un matrimonio sólo delante de las cámaras y del público, pero en la intimidad se ignoran y se llevan mal. Martín es homosexual y está en pareja con Tomás Andrada (Diego Ramos), hijo del dueño del canal, mientras que Sol mantiene un romance con Diego Planes (Walter Quiroz), un cronista de Mega News. Con el paso del tiempo, Gonzalo se enamora de Sol y trata de acercarse a ella, pero es rechazado por su supuesta esposa que sabe que a Martín no le gustan las mujeres, porque él mismo se lo confesó tiempo después de que comenzasen a mantener una relación sentimental que él había utilizado por conveniencia para escalar posiciones dentro del canal. Pero como él no siente atracción por los hombres, a Sol le llama mucho la atención como se modifica su relación con el tiempo, estando más cerca de ella que de Tomás.
Con la ayuda de Amanda, Gonzalo descubre con el tiempo que su similitud con Pells no es casual, y que ambos son hermanos gemelos separados al nacer. A partir de dicho punto toma con mayor dedicación su rol, ya que considera su deber proteger la carrera de su hermano mientras este esté en coma. En particular, intenta revertir la imagen de mezquino y egoísta que los demás tienen en el canal de Pells.
Por un tiempo, Sol nota esos cambios y se deja seducir por los avances de Gonzalo, ya que ignora que no es el verdadero Pells. Pero en varias ocasiones este se ve frustrado por circunstancias que lo hacen parecer como aprovechado o ventajista, llevando a Sol a asumir que se trata del Pells de siempre y que no cambió. La situación cambia cuando Sol descubre la existencia de Gonzalo Echagüe, relacionado de alguna forma con Martín Pells: Gonzalo, en su rol de Martín, le explica a Sol la relación de hermandad que lo une con Gonzalo (refiriéndose a su identidad real en tercera persona). Le indica a Sol en dónde puede ver a Gonzalo, y empieza así una relación con ella, a quien ve utilizando su auténtica identidad o bien utilizando medios impersonales (chat, teléfono) cuando está caracterizado como Pells. De esta forma, ambos llegaron a tener relaciones sexuales, tras lo cual Sol (aún ignorando la doble identidad de Gonzalo) le confiesa la auténtica naturaleza de su matrimonio mediático con Martín Pells.
Más adelante, Sol le confiesa también que Franco la extorsiona para que permanezca en el canal y sostenga la farsa. Luego de esto Gonzalo le dice toda la verdad: se quita la barba y pelo largo postizos y le explica que es realmente Gonzalo, obligado a representar a Martín Pells por estar el auténtico en coma. Pero Sol no le cree ni una palabra, y vuelve a pensar que es Martín burlándose de ella. La revelación es legitimada inesperadamente por Marcela Nuñez, quien descubre el cuerpo en coma del verdadero Pells y, aunque aún no comprende la situación, comienza a proclamar abiertamente lo mismo que Gonzalo había dicho: que él no era Pells, y que este se encuentra en coma. Sol, sin embargo, continuaba poniendo en duda el planteo al no disponer de pruebas sólidas sobre la identidad de Gonzalo o el paradero del verdadero Pells. 
Marcela Nuñez, que en un principio fue la directora de un canal de noticias rival, logra mediante una estrategia obtener la parte mayoritaria de las acciones del canal Mega News, con lo cual pasa a ser su nueva presidenta. Franco Andrada seduce luego a Marcela para así poder casarse con ella, y recuperar las acciones luego de que muriera. Durante numerosos episodios Franco o sus ayudantes organizan diversas situaciones para matar a Nuñez, pero ésta sale indemne de todas. Su suerte acaba cuando es secuestrada en el estacionamiento del canal, pero luego se alía con su secuestrador y descubre las maniobras de Andrada para tratar de matarla.
Una de las primeras medidas de Nuñez tras su regreso es solicitar el despido de Amanda, a lo cual Franco se ve obligado a acceder. Entra entonces una nueva estrella al canal, Alex (Andrea Frigerio), que comienza a competir con Sol, tanto en protagonismo televisivo como en su relación con Martín. Ambas descubren estar embarazadas de Martín al mismo tiempo, pero Alex pierde su embarazo tras ser atropellada por Amanda (quien intentaba atropellar a Nuñez). Sol, aún desconfiando de Martín, afirma que su embarazo no es de él sino de Diego Planes, aunque en realidad el hijo que está esperando sí es de Martín. 
Utilizando una droga experimental logran despertar al verdadero Martín Pells, que sufre una amnesia parcial: si bien recuerda quién es, de qué trabaja y a las personas que conoce, no recuerda su determinación de abandonar Mega News previa al accidente. Pero al estar aún en observación médica no se lo devuelve a su rol en el noticiero. En lugar de ello, se sigue manteniendo el secreto y al verdadero Martín escondido, al cual se le organizan encuentros con Tomás. Aunque ambos se extrañan por las cosas que dice el otro (Martín ignora que alguien lo reemplaza en el noticiero y pregunta cosas obvias, y Tomás ignora todo el tiempo la simulación y menciona acciones del falso Martín que el verdadero no comprende), a ambos se les dan excusas para explicar el comportamiento aparentemente incoherente de su respectiva pareja. 
Gonzalo, quien interpreta a Martín, acaba descubriendo que el verdadero Pells está despierto y localiza el lugar en donde lo esconden, pero convencen a Martín de que vio una alucinación debida a la medicina. Gonzalo insiste y lleva a Sol con él, y logran mirar de lejos cuando se llevan a Martín. Sol los ve a ambos y finalmente acepta que Gonzalo es efectivamente Gonzalo y no el auténtico Pells buscando engañarla con una historia extraña. 
A partir de dicho punto, la estrategia de Andrada sería enviar a Tomás y al verdadero Martín a algún país lejano a que se casen y sean felices, y que Gonzalo permanezca con Sol fingiendo para el público ser Martín Pells, como hasta entonces. Dicho plan se frustra poco antes de la partida de Martín, cuando este prende un televisor y ve a Gonzalo en el noticiero. Lo llevan de vuelta con el doctor, y este señala que cayó nuevamente en coma.
Pasa el tiempo, y Martín toma la apariencia que tenía Gonzalo antes de firmar el contrato con Franco; tiene barba y el cabello largo. Por su parte, Gonzalo es nuevamente extorsionado por Franco para que continúe la farsa de ser Pells, y le prohíbe estar junto a Sol. Por eso, ellos deciden decir toda la verdad en el noticiero, pero Amanda escucha su plan y se lo cuenta a Franco.
Cuando estaban por hablar, leen en el teleprónter que se encontró un cuerpo en la orilla del río, bajo la identidad de Gonzalo Echagüe. Entonces, él pone en marcha otro plan: contarle toda la verdad a Tomás. Obviamente, cuando le va a reprochar a su padre no haberle dicho la verdad antes, Franco le dice que "Martín tiene esquizofrenia".
Luego de que el verdadero Pells sea internado en un hospital, Sergio (mejor amigo de Gonzalo) lo rescata y se lo lleva a la Escuela de Teatro, y allí es atendido por una vieja alumna de Gonzalo. En el momento en que su hermano lo iba a ver, Roberto (el padre de Sol) lo sigue y conoce toda la verdad.
Pero Franco descubre su escondite, saca el cuerpo y se lo lleva a otro lugar. Allí, un muchacho ve movimientos raros, y decide investigar.
Gonzalo y Sol, desesperados por liberarse de Franco y sus extorsiones, deciden buscarse una ayuda más poderosa; le cuentan toda la verdad a Marcela Nuñez. Entonces, ella los ayuda.
El muchacho que descubrió a Pells, se encuentra con Gonzalo y Sol, y les comenta sobre el paradero de "Gonzalo Echagüe". Gracias a esto, Nuñez y Roberto idean un plan para poder entrar a la quinta donde Martín está secuestrado. Pero cuando entran, no estaba allí. Martín había despertado y se había escapado. Tiempo más tarde, Gonzalo le cuenta a Martín toda la verdad, y Franco captura al verdadero Martín, e idea un plan para desaparecer a Gonzalo. Pero Martín idea un plan con su hermano para por fin mandar a Franco a la cárcel a través de una cámara oculta que lleva Gonzalo. Cuando Franco va a un bar, confiesa que está por cometer una gran estafa no siendo consciente de que Gonzalo tiene cámaras en las que se transmitiría todo en el noticiero conducido por Sol sacando toda la verdad a la luz. Franco y Ricardo son encarcelados, junto con el padre de Sol luego de confesar todo.
Al finalizar el programa, Sol da a luz a su hija: Roberta (en honor a su padre), lo que hace un nuevo evento en la vida mediática de "los exitosos Pells". Amanda, por su parte, al no haber documentos que la incriminen, queda libre, y funda su propia compañía de noticias: "Wedell Channel", con Diego Planes como la estrella de su canal, aunque Amanda intentará traer a su canal a Gonzalo.
Martín y Tomás se mudan a una isla paradisíaca para poder vivir mejor, como ellos quieren y lejos de las cámaras, allí, Martín le propone casamiento. Le dejan a Charly (mejor amigo de Tomás) el departamento donde habían vivido juntos, y por primera vez, él es el propietario de su hogar. Nuñez se hace la dueña de Mega News, y la "reina de las noticias", arrasando con toda su competencia. Seis meses después, Daniela (mejor amiga de Sol) y Sergio esperan mellizos.
Por otro lado, el manipulador Franco sale de la cárcel bajo fianza. Sin embargo, su ambición ya no se limita a un canal de noticias (Mega News), ni a su pareja conductora (Los Pells), sino, a un joven candidato a jefe de gobierno que, de ser electo, le daría poder absoluto e ilimitado para utilizarlo como más le guste. Como no podría ser de otra forma, le ofrece un lugar en su nuevo plan a su vieja compañera y única persona en la que medianamente confía: Amanda. Estas últimas circunstancias dejan un final abierto para una posible segunda temporada (la cual, según sus productores, fue negada, al menos por ahora).

## Publicidad
Si bien en forma habitual las publicidades del programa son las publicidades estándar del género, en algunas circunstancias especiales (como el inicio del programa, o el cambio de horario) se diseñaron otras diferentes. Aprovechando la temática de la serie, dichas publicidades apelaron a la metaficción presentando a los personajes de Martín y Sol en el noticiero dirigiéndose directamente a los espectadores, como si dicho noticiero ficticio fuera el aútentico programa publicitado. 
Asimismo, para reforzar el elemento de la trama del matrimonio mediático entre los personajes principales el programa incluye en medio de su trama cortos de publicidades de productos ficticios protagonizados por Martín y Sol. Dichas publicidades no son utilizadas como elementos de la trama y no afectan los acontecimientos de los episodios.
En dichas publicidades, ambos protagonistas, Martín y Sol, aparecen caracterizados muy similarmente a una famosa pareja de periodistas que presentaron hasta hace unos años el programa Telenoche por Canal 13, ellos son Mónica Cahen D'Anvers y César Masetti.

## Índice de audiencia
El programa rápida y sorpresivamente se apoderó del prime time arrebatándole el primer puesto al programa conducido por Marcelo Tinelli, Showmatch, quien lideraba la audiencia desde abril de 2008. A causa de esta situación el canal decidió emitir un capítulo y medio por día con los adelantos del próximo incluidos.
Según IBOPE, el jueves 4 de diciembre, Los Exitosos Pells alcanzaron un índice de audiencia promedio de 21.7 puntos mientras que su principal competencia Bailando por un sueño, obtuvo un índice de audiencia promedio de 19.4 puntos.
Al finalizar el programa de Tinelli, Canal 13 hizo coincidir a su tira Por amor a vos con las emisiones del programa de Telefé, sin éxito. Dicho canal volvió al primer puesto el 9 de febrero con el final de dicha telenovela y el estreno de Valientes que, con 21 puntos de índice de audiencia, superó los 16,9 de los Pells.
Gracias al índice de audiencia de Telefe se ganaron el prime time.

## Elenco y personajes

### Protagonistas
| Actor o actriz | Personaje                      | Breve descripción |
| -------------- | ------------------------------ | --- |
| Mike Amigorena | Martín Pells y Gonzalo Echagüe | Martín Pells es un exitoso presentador de noticias. Al quedar en coma, el director del canal encuentra accidentalmente a Gonzalo Echagüe, un actor fracasado de aspecto físico similar, a quien contrata para representar a Pells tanto en cámara como en su vida privada. |
| Carla Peterson | Sol Casenave                   | Pareja mediática de Martín Pells, en realidad llevan años separados. Ignora la situación del auténtico Martín. |

### Directivos
| Actor o actriz | Personaje      | Breve descripción |
| -------------- | -------------- | --- |
| Hugo Arana     | Franco Andrada | Director del canal "Mega News". Extorsiona a Martín y Sol para que mantengan el matrimonio ficticio. Es un sociópata calculador, siniestro y ambicioso que no repara en costos para mantenerse en la cima del poder.                                     |
| Andrea Bonelli | Amanda Wedell  | Gerente de Mega News que no posee las acciones del canal, ya que Franco Andrada no se las hizo firmar (supuestamente poseyó el 16% de las acciones). Es fría, glamorosa, ingeniosa, manipuladora y carente de todo reparo moral para obtener resultados. |
| Mirta Busnelli | Marcela Núñez  | Directora del canal competidor "M noticias". Adquirió el 51% de las acciones de Mega News con una estrategia engañosa. Fue amante de Franco, y mantiene con él una relación de rivalidad.                                                                |

- Diego Ramos es Tomás Andrada.
- Claudia Fontán es Daniela Caminero.
- Lucrecia Blanco es Lily Tokman.
- Mex Urtizberea es Sergio.
- Walter Quiroz es Diego Planes.
- Fabián Arenillas es Ricardo Catalano.
- Federico Amador es Nacho.
- Diego Reinhold es Charly.
- Gastón Ricaud es Juan Lasalvia.
- Santiago Ríos es Álvaro Primm.

### Participaciones especiales
- Raúl Faust como Aníbal
- Pasta Dioguardi como Dr. Carlos Wedell.
- María Esquivel como Marina.
- Andrea Frigerio como Alex.
- Hilda Bernard como Teresa.
- Rafael Ferro como Esteban Paldini.
- Gonzalo Urtizberea como Lic. Miranda.
- Néstor Sánchez como Dr. Pignata.
- Fabián Vena como Andrés.
- Fernando Peña como Fernando.[8]
- Alejandro Awada como el padre de Sol, Roberto. Primero apareció de invitado un par de episodios, y más adelante se reincorporó como actor estable hasta el final del programa.
- Carlos Portaluppi como Jorge Lauda.
- Florencia Peña como Lucía Naba.[9]
- Fernán Miras como Teddy.
- Mario Moscoso como vecino.
- Catherine Fulop como Julia.[10]
- Cecilia Rossetto como Virginia.
- Gerardo Chendo como Dr. Gerardo.
- David Chocarro como Candidato a jefe de gobierno.
- Eduardo Narvay como Sosa.
- Mariana Prommel como Flora.
- Martín Buzzo como Antonio "Toni"
- JuanMa Muñoz como Manuel.
- Verónica Llinás

## Emisión internacional
- Paraguay: SNT (2009)
- Uruguay: Monte Carlo TV (2009).
- Vietnam: VTC (2010).

## Adaptaciones

### Chile
El formato fue también vendido a Chile, donde su versión debutó el martes 3 de marzo de 2009 por Televisión Nacional de Chile, con 23 puntos de índice de audiencia, superando a su competencia, la telenovela Cuenta conmigo de Canal 13. Esta versión fue adaptada por Marcelo Leonart, dirigida por Germán Barriga y contó con la participación de Luz Valdivieso y Ricardo Fernández como protagonistas.
Entre los cambios efectuados destaca la transformación de Franco en un rol femenino como Franca, a cargo de la actriz Claudia Di Girolamo. A su vez, los personajes de Núñez y Amanda son masculinos. De igual forma, el canal Mega News fue rebautizado como TV News, ya que en Chile existe un canal de televisión abierto llamado Mega.

«Tras el éxito conseguido con su versión de Lalola, los chilenos se disponen a repetir la experiencia con Los exitosos Pells. No es ninguna casualidad que las dos series hayan sido producidas por Sebastián Ortega y que además sean protagonizadas por Carla Peterson, y ambas demostraran desde el vamos una capacidad excepcional para pelear el rating, muy visible recientemente cuando los Pells consiguieron arrebatarle el liderazgo de audiencia a Marcelo Tinelli en Argentina. La versión de TVN de Chile comenzará a grabarse a principios de diciembre, con dirección de Vicente Sabatini y elenco encabezado por Ricardo Fernández y Luz Valdivieso».
El País, 21 de noviembre de 2008.

### Ecuador
El exitoso formato también fue adquirido por el canal ecuatoriano Ecuavisa. La cadena pensó originalmente en poner al aire una adaptación de la telenovela chilena El circo de las Montini, cuyo formato incluía el montaje de un circo, pero finalmente optaron por Los exitosos Pells, cuya adaptación se llamó El exitoso Lcdo. Cardoso. La misma cadena debió adaptar los diálogos a la realidad local y las instalaciones interiores fueron en su mayoría las mismas de la telenovela El Secreto de Toño Palomino, que se reutilizaron para reducir gastos.
Los protagonistas fueron Martín Calle como Juan Manuel Cardoso/Gonzalo Martínez y Monserrath Astudillo como Soledad Cardoso. El exitoso Lcdo. Cardoso se estrenó en Ecuavisa el 28 de julio de 2009 obteniendo un índice de audiencia superior a los 30 puntos. La sintonía bajó considerablemente al verse una trama muy parecida con la anterior telenovela. Finalmente, su último capítulo fue emitido el 22 de enero de 2010.

### México
La empresa mexicana Televisa adquirió los derechos de la tira argentina Los exitosos Pells, cambiando su título a Los exitosos Pérez y adaptándola. Esta novela ligera llena de enredos es producida por José Alberto Castro para finales del 2009, y fue emitida el 31 de agosto de 2009 después de finalizar Alma de hierro. Está protagonizada por Jaime Camil, Ludwika Paleta y José Ron cuenta también con la participación de Verónica Castro y Rogelio Guerra recordados por trabajar juntos en Los ricos también lloran.
Cabe mencionar que la trama de la novela mexicana está siendo grabada en Buenos Aires, Argentina en las mismas locaciones de "Los Exitosos Pells". Esta ha llamado la expectativa del público, superado los 22 puntos (requeridos) de índice de audiencia destacándose de las versiones anteriores por lo que se transmite en otras 5 cadenas televisivas en Latinoamérica y los Estados Unidos.

### España
El formato fue vendido a España para el canal de televisión Cuatro, que hizo una versión de la comedia protagonizada por Miguel Barberá y Beatriz Segura, que encarnaron respectivamente a Martín Pells / Gonzalo Prado y Sol Echagüe. La cadena tiene una página web sobre la serie en España, que se estrenó el 7 de septiembre de 2009, como serie diaria. Pero tras la emisión de 7 capítulos, la serie fue cancelada, debido a su baja audiencia.

### Perú
El formato fue adquirido por Frecuencia Latina, televisora que inició sus grabaciones durante el mes de noviembre del 2009, cambiándole el nombre a: "Los Exitosos Gome$". Los actores Gianella Neyra y Diego Bertie son los protagonistas, junto con el primer actor Alberto Ísola.
Se estrenó el 8 de febrero de 2010. Se transmite a las 09:00 p. m. (hora peruana) por Canal 2 "Frecuencia Latina".
Al igual que la versión mexicana, esta adaptación también es vista en Estados Unidos a través de la cadena Telemundo.

### Grecia
Es una de las más recientes versiones, se estrenó en Grecia el 7 de enero de 2010.

### Colombia
Se confirmó esta versión a principios del 2009, aunque todavía no se sabe cuándo empezará la preproducción.

### Polonia
Este país fue uno de los primeros en comprar el formato, esta versión salió al aire a mitad del 2011.

### Turquía
Esta versión fue confirmada, y se espera que a fines de año salga al aire.

### Rusia
Fue confirmada en los LA screening, el nombre confirmado de esta versión es "Novosti" (Noticias) se espera su estreno para el 2011.

### China
Ha sido confirmada esta versión en el festival de Asia TV Forum, se prevé que salga al aire en el segundo cuatrimestre del año.

### Serbia
A partir del 12 de septiembre de 2022, se transmitirá la versión serbia, llamada "Od jutra do sutra" ("De un día al otro"). Está protagonizada por Ivana Dudić (Srna Todorović) y Milutin Milošević (Marko Todorović y Damjan Andrejević).

## Premios y nominaciones
| Año  | Premio               | Categoría                         | Programa                                      | Resultado |
| ---- | -------------------- | --------------------------------- | --------------------------------------------- | --------- |
| 2009 | Premio Clarín        | Ficción Diaria Comedia            | Los exitosos Pells                            | Ganador   |
| 2009 | Premio Clarín        | Actriz de Comedia                 | Carla Peterson                                | Nominada  |
| 2009 | Premio Clarín        | Actriz de Comedia                 | Claudia Fontán                                | Nominada  |
| 2009 | Premio Clarín        | Actriz de Comedia                 | Mirta Busnelli                                | Ganadora  |
| 2009 | Premio Clarín        | Actor de Comedia                  | Mike Amigorena                                | Nominado  |
| 2009 | Premio Clarín        | Actor de Comedia                  | Diego Ramos                                   | Nominado  |
| 2008 | Premio Martín Fierro | Mejor Comedia                     | Los exitosos Pells                            | Ganadora  |
| 2008 | Premio Martín Fierro | Actriz protagonista de Comedia    | Carla Peterson también ganadora por Lalola    | Ganadora  |
| 2008 | Premio Martín Fierro | Actor Protagonista de Comedia     | Mike Amigorena                                | Ganador   |
| 2008 | Premio Martín Fierro | Actor de reparto en Comedia       | Hugo Arana                                    | Nominado  |
| 2008 | Premio Martín Fierro | Actor de reparto en Comedia       | Diego Ramos                                   | Ganador   |
| 2008 | Premio Martín Fierro | Actriz de reparto en Comedia      | Mirta Busnelli                                | Ganadora  |
| 2008 | Premio Martín Fierro | Actriz de reparto en Comedia      | Andrea Bonelli                                | Nominada  |
| 2008 | Premio Martín Fierro | Revelación                        | Mex Urtizberea                                | Nominada  |
| 2008 | Premio Martín Fierro | Revelación                        | Diego Reinhold                                | Ganador   |
| 2009 | Premio Martín Fierro | Mejor Comedia                     | Los exitosos Pells                            | Nominada  |
| 2009 | Premio Martín Fierro | Actriz protagonista de Comedia    | Carla Peterson                                | Nominada  |
| 2009 | Premio Martín Fierro | Actor Protagonista de Comedia     | Mike Amigorena                                | Nominado  |
| 2009 | Premio Martín Fierro | Actor de reparto en Comedia       | Hugo Arana                                    | Nominado  |
| 2009 | Premio Martín Fierro | Actor de reparto en Comedia       | Diego Reinhold también ganador por Botineras  | Ganador   |
| 2009 | Premio Martín Fierro | Actriz de reparto en Comedia      | Claudia Fontán                                | Nominada  |
| 2009 | Premio Martín Fierro | Actriz de reparto en Comedia      | Andrea Bonelli                                | Nominada  |
| 2009 | Premio Martín Fierro | Participación especial en Ficción | Fabián Vena también nominado por Tratame bien | Nominado  |

## Sucesión de tiras diarias deUnderground Contenidos
| Predecesor: Lalola | Los exitosos Pells 2008—2009 | Sucesor: Botineras |

- Datos: Q1975004